# Alstroemeria
Genre
Classification phylogénétique
Alstroemeria est un genre de plantes, les alstrœmères ou alstrœméries, à fleurs vivaces, à racines tubéreuses, de la famille des Liliaceae, ou des Alstroemeriaceae selon la classification phylogénétique. Ce genre est originaire d'Amérique du Sud.

## Étymologie
Ce genre, nommé en hommage au baron Clas Alströmer (1736-1794), ami et disciple de Linné, fut décrit en 1732  par Johann Peter Falck dans sa thèse Planta Alströmeria dont Linné fut directeur.

## Liste des espèces
Selon GBIF (5 septembre 2024) :
- Alstroemeria achirae Muñoz-Schick & Brinck
- Alstroemeria alba
- Alstroemeria albescens M.C.Assis
- Alstroemeria altoparadisea Ravenna
- Alstroemeria amabilis M.C.Assis
- Alstroemeria amazonica Ducke
- Alstroemeria andina Phil.
- Alstroemeria angustifolia Herb.
- Alstroemeria annapolina Ravenna
- Alstroemeria apertiflora Baker
- Alstroemeria aquidauanica Ravenna
- Alstroemeria arnicana Ravenna
- Alstroemeria aulica Ravenna
- Alstroemeria aurea Graham , lys des Incas
- Alstroemeria bahiensis Ravenna
- Alstroemeria bakeri Pax
- Alstroemeria barklayana hort. ex Loudon, 1839
- Alstroemeria berteroana Klotzsch
- Alstroemeria berteroana Penny ex Loudon, 1839
- Alstroemeria bilabiata Ravenna
- Alstroemeria brasiliensis Spreng.
- Alstroemeria burchellii Baker
- Alstroemeria cabralensis Ravenna
- Alstroemeria caiaponica Ravenna
- Alstroemeria calliantha M.C.Assis
- Alstroemeria cantillanica Ravenna
- Alstroemeria capixaba M.C.Assis
- Alstroemeria caryophyllacea Jacq.
- Alstroemeria caryophyllaea Jacq.
- Alstroemeria cassipanuliflora Hand.-Mazz.
- Alstroemeria chapadensis Hoehne
- Alstroemeria chilensis Cree ex Loudon, 1839
- Alstroemeria chorillensis Herb.
- Alstroemeria citrina Phil.
- Alstroemeria crispata Phil.
- Alstroemeria cuiabana Ravenna
- Alstroemeria cultrifolia Ravenna
- Alstroemeria cunha Vell.
- Alstroemeria debilis Klotzsch
- Alstroemeria decora Ravenna
- Alstroemeria despuenta Pasq.
- Alstroemeria didierana Jaub.
- Alstroemeria didieriana Jaub., 1861
- Alstroemeria diluta Ehr.Bayer
- Alstroemeria discolor Ravenna
- Alstroemeria douradensis Ravenna
- Alstroemeria edulis Andrews ex Poir., 1816
- Alstroemeria espigonensis Ravenna
- Alstroemeria esteparica Gl.Rojas
- Alstroemeria exserens Meyen
- Alstroemeria fiebrigiana Kraenzl.
- Alstroemeria foliosa Mart.
- Alstroemeria foliosa Mart. ex Schult. & Schult.f.
- Alstroemeria fuscovinosa Ravenna
- Alstroemeria garaventae Ehr.Bayer
- Alstroemeria gardneri Baker
- Alstroemeria glaucandra Ravenna
- Alstroemeria gouveiana Ravenna
- Alstroemeria graminea Phil.
- Alstroemeria hookeri Lodd.
- Alstroemeria hookeri Sweet
- Alstroemeria hookeriana Gay, 1849
- Alstroemeria huemulina Ravenna
- Alstroemeria ibitipocae Ravenna
- Alstroemeria igarapavica Ravenna
- Alstroemeria inodora Herb.
- Alstroemeria insignis Année ex Hérincq
- Alstroemeria isabelleana Herb.
- Alstroemeria itabiritensis Ravenna
- Alstroemeria itatiaica Ravenna
- Alstroemeria jacobi Neumann
- Alstroemeria japonica L.
- Alstroemeria jocunda Ravenna
- Alstroemeria julieae M.C.Assis
- Alstroemeria kingii Phil.
- Alstroemeria kunziana Klotzsch ex Kunth
- Alstroemeria lactilutea Ravenna & Brinck
- Alstroemeria landimana Ravenna
- Alstroemeria leporina Ehr.Bayer & Grau
- Alstroemeria ligtu L.
- Alstroemeria lineatiflora Lindl., 1843
- Alstroemeria litterata Ravenna
- Alstroemeria longistaminea Mart.
- Alstroemeria longistaminea Mart. ex Schult. & Schult.f.
- Alstroemeria longistyla Schenk
- Alstroemeria lutea Muñoz-Schick
- Alstroemeria magna Ravenna
- Alstroemeria magnifica Herb.
- Alstroemeria malmeana Kraenzl.
- Alstroemeria marticorenae Negritto & C.M.Baeza
- Alstroemeria modesta Phil.
- Alstroemeria mollensis Muñoz-Schick & Brinck
- Alstroemeria monantha Ravenna
- Alstroemeria monticola Mart.
- Alstroemeria monticola Mart. ex Schult. & Schult.f.
- Alstroemeria nervosa Ravenna
- Alstroemeria nidularis Ravenna
- Alstroemeria nivea Ravenna
- Alstroemeria ochagavii Année ex Hérincq
- Alstroemeria ochracea M.C.Assis
- Alstroemeria odorata Knight & Pery ex Loudon, 1850
- Alstroemeria orchidioides Meerow, Tombolato & F.K.Mey.
- Alstroemeria oreas Schauer
- Alstroemeria pallida Graham
- Alstroemeria paraensis M.C.Assis
- Alstroemeria patagonica Phil.
- Alstroemeria paupercula Phil.
- Alstroemeria pelegrina L.
- Alstroemeria penduliflora M.C.Assis
- Alstroemeria philippii Baker
- Alstroemeria piauhyensis Gardner
- Alstroemeria piauhyensis Gardner ex Baker
- Alstroemeria piperata A.R.Flores & J.M.Watson
- Alstroemeria plantaginea Mart.
- Alstroemeria plantaginea Mart. ex Schult. & Schult.f.
- Alstroemeria poetica Ravenna
- Alstroemeria pohliana Seub., 1855
- Alstroemeria polpaicana Ravenna
- Alstroemeria polyphylla Phil.
- Alstroemeria preslana Herb.
- Alstroemeria presliana Herb.
- Alstroemeria pseudospathulata Ehr.Bayer
- Alstroemeria psittacina Lehm.
- Alstroemeria pubiflora Ravenna
- Alstroemeria pudica Ravenna
- Alstroemeria pulchella Salisb., 1796
- Alstroemeria pulchra Sims
- Alstroemeria punctata Ravenna
- Alstroemeria pygmaea Herb.
- Alstroemeria radula Dusén
- Alstroemeria reclinata Poepp. & Endl.
- Alstroemeria recumbens Herb.
- Alstroemeria revoluta Ruiz & Pav.
- Alstroemeria ribeirensis Ravenna
- Alstroemeria riedeliana Andot
- Alstroemeria riedeliana Audot.
- Alstroemeria riedelliana Vassilcz.
- Alstroemeria roseoviridis Ravenna
- Alstroemeria rupestris M.C.Assis
- Alstroemeria sabulosa Ravenna
- Alstroemeria schizanthoides Grau
- Alstroemeria sellowiana Seub.
- Alstroemeria sellowiana Seub. ex Schenk
- Alstroemeria simsii Sweet, 1826
- Alstroemeria soukupii Standl. ex Soukup
- Alstroemeria spathulata C.Presl
- Alstroemeria spec Linnaeus, 1762
- Alstroemeria speciosa M.C.Assis
- Alstroemeria spectabilis Ravenna
- Alstroemeria stenopetala Schenk
- Alstroemeria stenopetala Seub.
- Alstroemeria stenophylla M.C.Assis
- Alstroemeria stramonia M.C.Assis & Mello-Silva
- Alstroemeria talcaensis Ravenna
- Alstroemeria timida Ravenna
- Alstroemeria tombolatoana M.C.Assis
- Alstroemeria traudliae J.M.Watson & A.R.Flores
- Alstroemeria umbellata Meyen
- Alstroemeria variegata M.C.Assis
- Alstroemeria venusta Ravenna
- Alstroemeria versicolor Ruiz & Pav.
- Alstroemeria violacea Knight & Perry ex Loudon, 1850
- Alstroemeria virginalis Ravenna & Brinck
- Alstroemeria viridiflora Warm.
- Alstroemeria volckmannii Baker
- Alstroemeria werdermannii Ehr.Bayer
- Alstroemeria xavantinensis Ravenna
- Alstroemeria yaelae Ravenna
- Alstroemeria zoellneri Ehr.Bayer
- Alstroemeria ×chrysantha (Ehr.Bayer) J.M.Watson & A.R.Flores
- Alstroemeria ×davisiae Duncan ex Traub
- Alstroemeria ×errembaultii Lem.
- Alstroemeria ×orpetiae Traub
- Alstroemeria ×racinae Traub
- Alstroemeria ×zebrina D.D.Duncan

## Systématique
Le nom correct complet (avec auteur) de ce taxon est Alstroemeria L..
Ce taxon porte en français les noms vernaculaires ou normalisés suivants : Alstroemère, Lys des Incas, Alstroemère, Lys des Incas.
Alstroemeria a pour synonymes :
- Ligtu Adans.
- Lilavia Raf.
- Priopetalon Raf.
- Schickendantzia Pax
- Taltalia Ehr.Bayer